# Tobel-Tägerschen
Tobel-Tägerschen est une commune suisse du canton de Thurgovie qui appartient au district de Münchwilen.

Photo aérienne (1953).

## Histoire
La commune de Tobel-Tägerschen est née en 1999 de la fusion des communes de Tobel et de Tägerschen avec la municipalité de Tobel.

## Monuments et curiosités
- La Commanderie des hospitaliers de l'ordre de Saint-Jean de Jérusalem a été fondée en 1226 et 1228 par les comtes Diethelm II et Diethelm III de la Maison de Toggenburg. L'église a été déplacée en 1706 et rebâtie sur la hauteur près de l'ancienne tour de défense[5]. La commanderie est reconstruite en 1744 par l'architecte Giovanni Gaspare Bagnato[6].  Agrandie et remaniée après 1809, elle fait office de pénitencier cantonal pour hommes et femmes jusqu'en 1973[3].